# 1558년

## 연호
- 명(明) 가정(嘉靖) 37년
- 일본(日本) 고지(弘治) 4년 / 에이로쿠(永禄) 원년
- 후 레 왕조(後黎朝) 찐찌(正治) 원년
- 막 왕조(莫朝) 꽝바오(光寶) 4년

## 기년
- 류큐(琉球) 쇼겐왕(尚元王) 3년
- 명(明) 세종 가정제(世宗 嘉靖帝) 37년
- 조선(朝鮮) 명종(明宗) 13년
- 후 레 왕조(後黎朝) 영종(英宗) 2년
- 막 왕조(莫朝) 선종(宣宗) 12년

## 사건
- 7월 9일 - 오스만 제국 함대가 스페인 제국의 발레아레스 제도를 침공하여 마을 주민들을 학살하고 노예로 삼았다.
- 11월 17일 - 엘리자베스 1세, 영국 여왕으로 즉위.

## 사망
- 2월 25일 - 프랑스의 프랑수아 1세의 왕비 레오노르 데 아우스트리아.
- 4월 15일 - 오스만 제국의 술탄인 쉴레이만 1세의 황귀비 록셀라나.
- 9월 21일 - 신성 로마 제국의 카를 5세, 신성 로마 제국 황제이자 스페인의 국왕.
- 11월 17일 - 잉글랜드의 메리 1세, 잉글랜드 왕국 및 아일랜드 왕국의 여왕.